# Kástellos (La Canée)
Kástellos, en grec moderne : Κάστελλος, est un village du dème d'Apokóronas, dans le district régional de La Canée, de la Crète, en Grèce. Selon le recensement de 2011, la population de Kástellos compte 124 habitants.
Le village est situé à 52 km de La Canée et à une altitude de 210 mètres.

## Recensements de la population
| Recensements | 1900 | 1920 | 1928 | 1940 | 1951 | 1961 | 1971 | 1981 | 1991 | 2001 | 2011 |
| ------------ | ---- | ---- | ---- | ---- | ---- | ---- | ---- | ---- | ---- | ---- | ---- |
| Population   | 225  | 242  | 235  | 315  | 249  | 223  | 152  | 118  | /    | 135  | 124  |